# La Anunciación (El Greco, Museo de Arte de São Paulo)
La anunciación es una pintura al óleo sobre lienzo tradicionalmente atribuida al Greco y que está datada aproximadamente en 1600. La obra integra un conjunto compuesto por al menos siete versiones casi idénticas, de grados variados de calidad, todas tradicionalmente acreditadas al Greco y hechas entre 1595 y 1605. El tema de la anunciación del ángel a la Virgen María fue frecuentemente tratado por el pintor renacentista y el conjunto de versiones a la cual pertenece la obra parece derivar de la composición homónima elaborada por el artista para el tríptico de Módena, obra de juventud ejecutada entre finales del período cretense y el inicio del período veneciano.
La Anunciación es una obra emblemática de carácter «expresionista» del Greco, con luces deslumbrantes, colores y acordes cromáticos, donde la decoración es compuesta por zonas plásticamente distintas, unidas por movimientos ascendentes e interrumpida por la presencia de luces místicas y destellos de fuego. La pintura está relacionada al período final de vida del artista en Toledo, donde su producción asume una postura más religiosa, en comparación a aquella de su período italiano, alineándose los recursos tradicionales de la estética renacentista, quizá por la influencia de las nuevas doctrinas elaboradas por la Contrarreforma. El trabajo en cuestión está conservado en el Museo de Arte de Sao Paulo (MASP) desde 1952.

## Iconografía
La representación de la anunciación es uno de los temas más populares del arte cristiano, representándose en paralelo con las obras de la Virgen con el niño y la crucifixión. El episodio es narrado tanto en texto canónicos como en libros apócrifos. Según la narrativa del Evangelio de Lucas (1, 26-48), el arcángel Gabriel fue enviado por Dios para anunciar a María, esposa de José, descendiente de la casa de David, que ella sería la madre de Jesús, «Hijo de Dios»:

No temas, María, porque Dios te ha favorecido. Concebirás y darás a luz un hijo, y le pondrás por nombre Jesús; él será grande y será llamado Hijo del Altísimo. El Señor Dios le dará el trono de David, su padre, reinará sobre la casa de Jacob para siempre y su reino no tendrá fin.

Frente a un cuestionamiento de María («¿Cómo puede ser eso, si yo no tengo relaciones con ningún hombre?»), a lo que el ángel replica: «El Espíritu Santo descenderá sobre ti y el poder del Altísimo te cubrirá con su sombra. Por eso el niño será Santo y será llamado Hijo de Dios. También tu parienta Isabel concibió un hijo a pesar de su vejez, y la que era considerada estéril, ya se encuentra en su sexto mes, porque no hay nada imposible para Dios», María dijo entonces: «Yo soy la servidora del Señor, que se cumpla en mí lo que has dicho». Y el Ángel se alejó.
La iconografía de la anunciación surgió en el Oriente Medio, donde la fiesta de Nuestra Señora de la Anunciación es conmemorada desde al menos el siglo V, extendiéndose en seguida por todo el mundo cristiano. La representación tradicional trae a María posicionada a la derecha y al ángel posicionado a la izquierda del observador, con Gabriel asumiendo la postura de que habla y la Virgen lo escucha y acepta. María era indistintamente representada como una simple mujer, muchas veces costurando un paño, simbolizando, de acuerdo con el Evangelio de Juan (10:1) al «tejido del velo del Templo». El ángel era representado en postura erecta, con un semblante inequívocamente masculino, a veces, extendiendo su mano derecha hacia la Virgen. Con el paso de la Edad Media, la representación del episodio se fue volviendo gradualmente más compleja, desde la elaboración de la indumentaria de María y del ángel, hasta la inclusión de símbolos místicos, como ramos de lirio, o bien un recipiente con agua, símbolos de la pureza.
En el siglo XII, se volvió habitual la representación de la Virgen de la Anunciación sosteniendo la biblia en sus manos, como una premonición de su propio destino. Se integraron en la iconografía la paloma blanca o una luz divina, simbolizando al Espíritu Santo. En el sur de Europa, era frecuente la ambientación de la escena en jardines y palacios, al punto de que los artistas del norte prefirieron retratar el episodio en ambientes domésticos o eclesiásticos. Ya en el Renacimiento, se volvió común la substitución de la Biblia por un libro de horas. La Virgen ya no fue representada solamente en actitud de resignación, sino más bien sorprendida por la vista del ángel. El dramatismo de este acto, así como un efecto visual más efectivo, fueron continuamente explorados por los artistas del Manierismo y del Barroco. La iconografía se volvió menos rígida, dando a los artistas cierta «libertad espontánea». En este último contexto se sitúan las múltiples representaciones del episodio hechas por El Greco, a pesar de que sus obras a menudo hacen uso de ciertos atributos de la iconografía medieval, especialmente en su aspecto bizantino.

## Anunciaciones del Greco

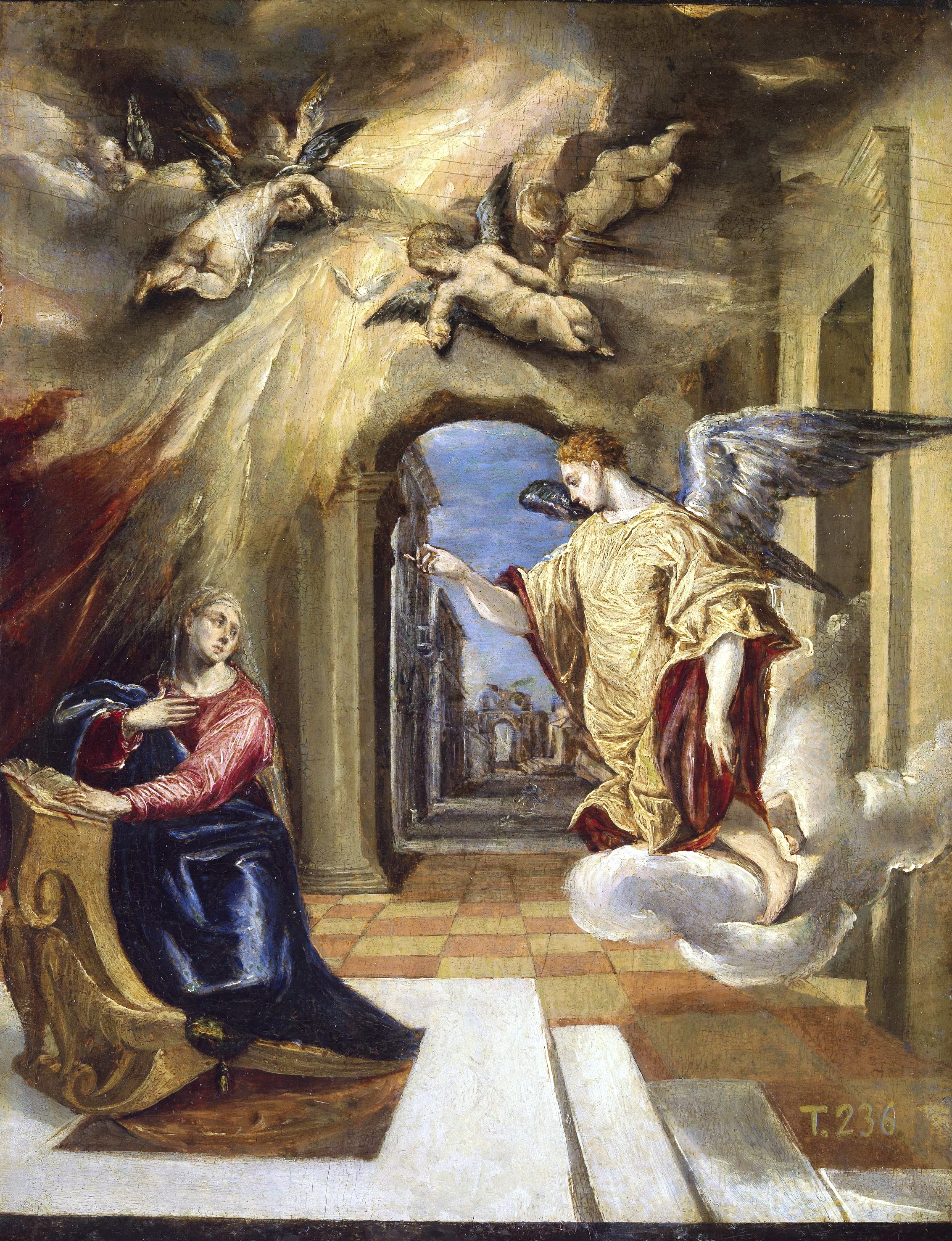
El Greco. La anunciación (c. 1570). Museo del Prado, Madrid.

El tema de la anunciación fue frecuentemente tratado por el Greco, haciéndose presente a lo largo de toda su trayectoria artística, desde su llegada a Venecia hasta los últimos años de su vida. En el inventario de obras de taller del artista, realizado en el momento de su fallecimiento, por ejemplo, cinco pinturas de este tema están registradas. La más antigua representación del episodio atribuida al artista data del inicio de su período veneciano (c. 1567). Se trata de los paneles del tríptico de Módena (conservado en la Galería Estense), obra representativa del período de transición entre el estilo post-bizantino de su nativa Creta y la poética típicamente latino-europea con que entró en contacto en Venecia y Roma. La obra presenta un diseño todavía inseguro, poco maduro, lo que lleva a algunos especialistas a dudar sobre la autoría del Greco. Al final de su período veneciano, el artista ejecutó una segunda Anunciación (Museo del Prado, c. 1570), finalizada poco antes de su partida a Roma. La obra ya demuestra importantes avances plásticos en relación con el panel de Módena, evidenciando la asimilación de algunos de los elementos formales de arte italiana por parte del autor y permitiendo establecer paralelos con la poética de maestros como Michelangelo y Tiziano.
Las Anunciaciones del período romano son caracterizadas por una técnica todavía más refinada y por composiciones más armoniosas. Data de este período la aproximación del Greco al miniaturista Giulio Clovio, que debe haber ejercido sobre el artista una considerable influencia. Clovio es autor de un célebre libro de horas dedicada a la vida de la Virgen María, que pudo haber servido de inspiración para que El Greco ejecutase algunas de sus pinturas. En común, las Anunciaciones de Venecia y Roma trazan la preocupación con la ambientación y con el tratamiento conferido a la arquitectura y a la perspectiva. En contraste, sus obras son fuertemente influenciadas por la estética del Alto Renacimiento —pero sobre todo por la de Michelangelo. En algunas obras, el Greco llega a hacer uso del piso cuadriculado como forma de acentuar la perspectiva, un recurso bastante utilizado por los pintores renacentistas de Italia y del norte de Europa.

El Greco. La anunciación (1596-1600). Museo del Prado, Madrid.

En Toledo, sobre todo en las últimas décadas de vida del pintor (período en que se realizó la obra aquí mencionada y sus variaciones) esas características formales de sus Anunciaciones «italianas» serían profundamente modificadas. El Greco se mostró más interesado en el tratamiento de las figuras y su estilo percibió una actitud mucho más religiosa, en comparación con el período anterior. Probablemente por la influencia de las doctrinas surgidas a causa de la Contrarreforma, el artista pasa a conferir menos importancia a la escenografía, las representaciones arquitectónicas y otros recursos visuales típicos de la Escuela veneciana y Escuela romana. Asimismo, se mostró un mayor interés en abordar una imagen mental, en escenificar un acontecimiento místico, y no en representar el episodio como una aparición histórica. Tal proposición estaría de acuerdo con el pensamiento contrarreformista entonces bastante difundido del uso de la iconografía religiosa sobre todo para el estímulo de la devoción. Es curioso también el hecho de que la mayor parte de las Anunciaciones del Greco fueron ejecutadas justamente en su período en Toledo. Una posible explicación para ello estaría en el supuesto contacto del pintor con los escritos de Ildefonso de Toledo, personalidad muy popular en Toledo y que fue representada diversas veces por El Greco en sus últimas décadas como artista. San Ildefonso es uno de los patriarcas de la Iglesia Católica y dedicó buena parte de sus estudios al tema de la Inmaculada Concepción.
Ejemplar de este contexto es el gran retablo de La anunciación ejecutada para el Colegio de Doña María de Madrid (Museo del Prado, 1596-1600), considerada no únicamente una de las mejores representaciones del tema, imbuida de misticismo sin precedentes en su producción, sino también como una de sus mejores obras de arte. De esta misma composición hay dos réplicas autógrafas en escala reducida, datas del mismo período, conservadas actualmente en el Museo de Bellas Artes de Bilbao y en el Museo Thyssen-Bornemisza de Madrid. Es posible que el éxito de esta composición entre sus contemporáneos haya estimulado al pintor ejecutar el grupo de pinturas a la cual pertenece la obra mencionada aquí. Ligeramente posterior a este grupo es el tondo de La anunciación pintada para el «Hospital de la Caridad» de Illescas, ejecutado en colaboración con su hijo, Jorge Manuel Theotokopoulos. Asimismo se incluye La anunciación encomendada para la iglesia del Hospital de San Juan Bautista, conservada actualmente en la colección de Santander de Madrid.

## La obra

### Contextualización
En sus últimas décadas de actividad en Toledo, el Greco, ya establecido como maestro de gran prestigio, recibía frecuentemente encomiendas públicas de diversas organizaciones eclesiásticas para ejecutar retablos de grandes dimensiones. No obstante, el artista también era bastante solicitado por clientes de variadas regiones de España para producir pinturas de menos escala que servían para la devoción en capillas particulares o para figurar en colecciones privadas. Muchas de estas obras menores, reproducían las mismas composiciones concebidas por el Greco para sus grandes cuadros de altar, hecho apoyado por la existencia de muchas versiones repetidas de sus mejores obras, atribuidas indistintamente al Greco y sus colaboradores. Tal hecho es documentado en el siglo XVII. En El arte de la pintura, Francisco Pacheco comenta que El Greco tenía el hábito de ejecutar réplicas en tamaños reducidos de sus composiciones más populares (los llamados ricordi), de forma que pudiesen ser mantenidos a disposición de la clientela en su atelier o servir para la ejecución de posteriores copias. Tal es el caso, por ejemplo, del ya mencionado retablo de La anunciación, actualmente en el Prado, del cual existen dos réplicas autógrafas reducidas.

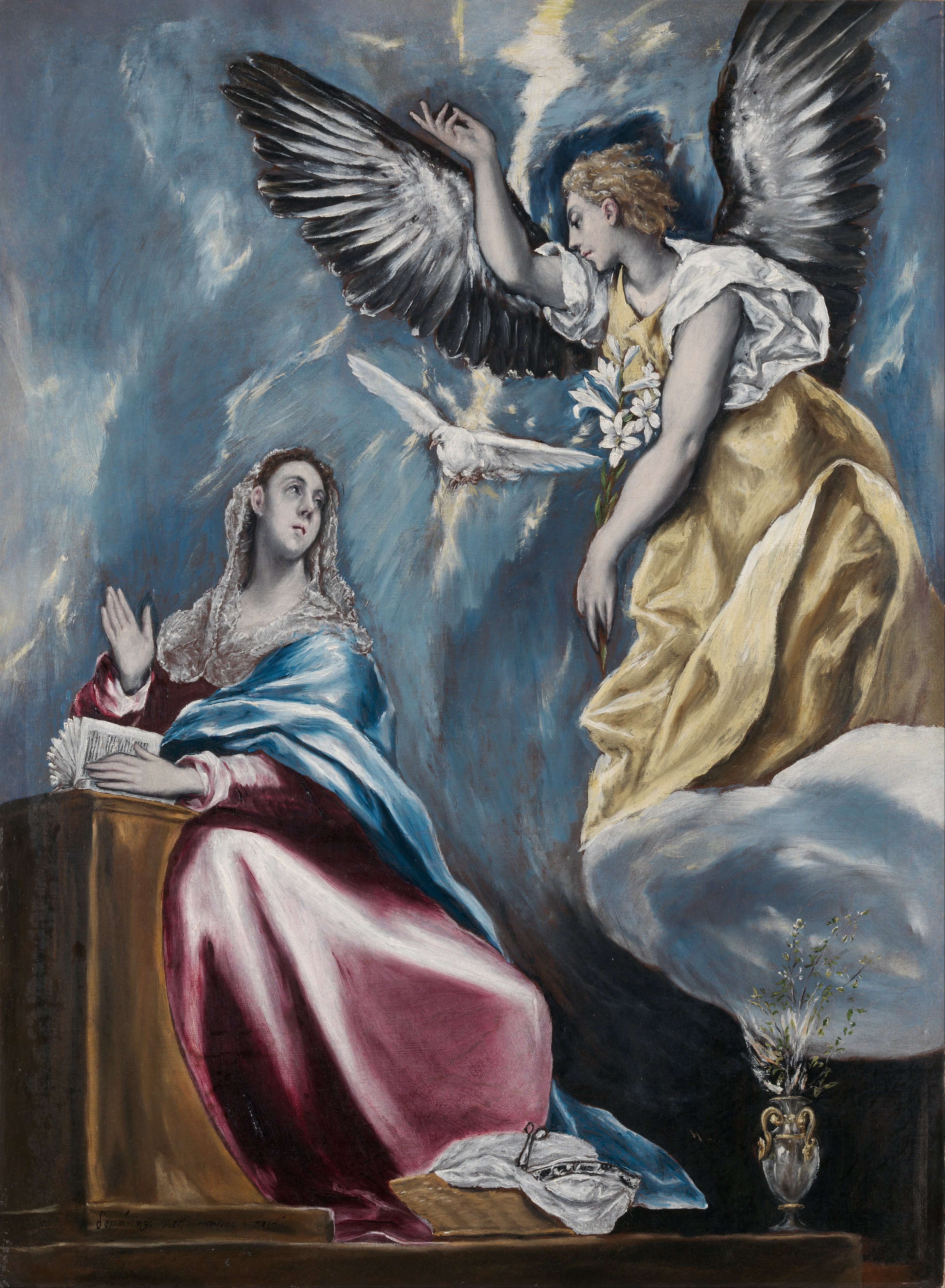
El Greco. La anunciación (c. 1600). Museo de Bellas Artes, Budapest.

Otras composiciones, entre tanto, eran elaboradas ya en forma reducida, con el objetivo de atender exclusivamente la clientela privada, no estando relacionadas con las órdenes monumentales oficiales, pero sí concebidas como obras puestas a la venta directamente en el atelier del artista. La preferencia de la clientela por determinada composición estimularía la producción de más copias autógrafas. Este hábito no sólo explica la existencia de una gran cantidad de versiones de obras populares (como el Éxtasis de San Francisco, del cual MASP posee una versión, San Francisco y el hermano Leo meditando sobre la muerte y Santo Ildefonso, entre otras), sino que también dificulta el hecho de determinar qué obras serían las originales (en sentido de «prototipo») y cuáles serían las derivaciones. Es muy probable que en esta categoría La anunciación de este artículo sea incluida.
No hay registro de ningún retablo reproduciendo la composición de La anunciación de MASP, puesto que únicamente se conocen una serie de versiones muy similares en tamaño «privado». En el catálogo de 1998 del Museo de Arte de São Paulo, Luiz Marques apunta siete de ellas: una en el Museo de Arte de Toledo, en Ohio; una en el Museo de Bellas Artes; una en la colección de Zuloaga, en Zumaya, España; y una más en la colección de Ralph Coe, en Cleveland, Estados Unidos. Referente a alguna de las obras mencionadas anteriormente, el catálogo de venta de La anunciación del Museo de Arte de Toledo, publicado por Sotheby's, aporta dos versiones adicionales: una en la colección Danielson, en Groton, Massachusetts, y otra en el Museo de Santa Cruz, en Toledo, España.
A pesar de las similitudes entre las versiones, hay variados grados de calidad entre ellas, apuntando a una mayor o menor participación del estudio del artista en la ejecución. No obstante, las siete versiones señaladas por Marques, incluyéndose la de este artículo, datan de entre 1595 y 1605 las cuales de manera consensual son aceptadas como autógrafas por la literatura especializada, a excepción Harold Wethey. La versión anteriormente conservada en el Museo de Arte de Toledo fue por mucho tiempo considerada el «prototipo de serie». La crítica contemporánea, entre tanto, tiende a acreditar que en tal distinción cabe la pintura de Budapest.

### Descripción y análisis
Según el análisis de Rodolfo Pallucchini, la obra retoma la composición elaborada por el Greco para el ya mencionado panel del tríptico de Módena (c. 1567). Esta obra, a su vez, derivaría de una composición perdida de Tiziano, conocida por medio de una reproducción de Jacopo Caraglio. Marques también establece paralelos entre el panel de Módena y un retablo de La anunciación de Tintoretto, conservado en la Galleria degli Uffizi, Florencia. El Greco retomaría el mismo esquema compositivo, diez o quince años más tarde, con algunas variaciones, en las Anunciaciones conservadas en la catedral de Sigüenza y en el Museo de Santa Cruz de Toledo, así como la famosa versión monumental del Museo del Prado, cuyo éxito entre sus contemporáneos pueden haber influido en el artista para producir la serie a la cual pertenece el trabajo del MASP.

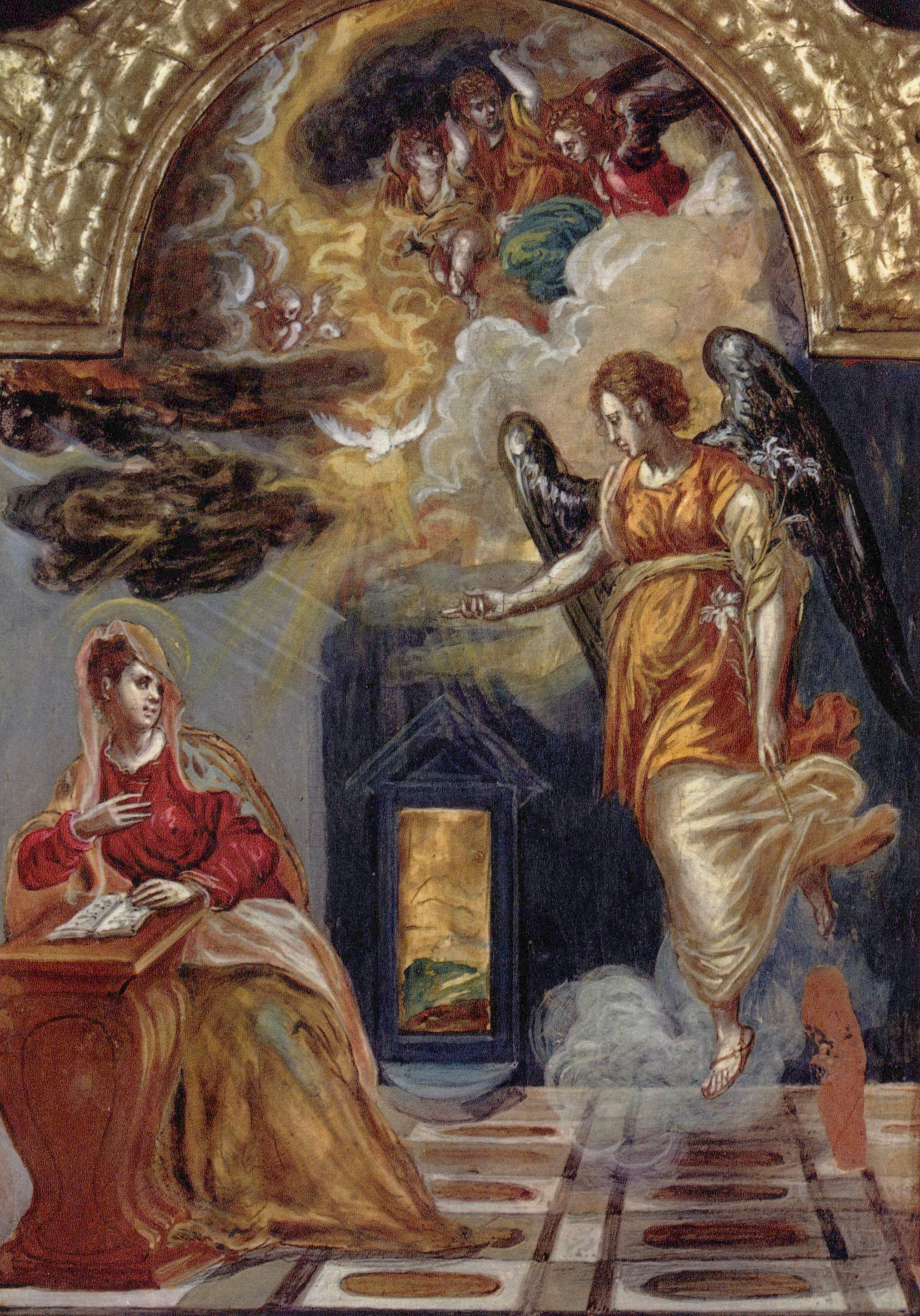
El Greco. La anunciación (c. 1567). Galería Estense, Módena.

Están representado en la obra la Virgen María, el arcángel Gabriel, portador de la revelación divina, y la paloma blanca, símbolo del Espíritu Santo. La composición es relativamente inusual en la tradición iconográfica de La anunciación, con el ángel posicionado a la derecha de la virgen. María se arrodilla en un altar, caracterizando la aparición del episodio en un lugar sagrado, sosteniendo una biblia, abierta, con su mano izquierda. La mano derecha se encuentra erguida, a la altura del hombre. Usa un vestido de color rojo, en alusión a la pasión de Cristo, con un manto azul por encima, simbolizando al mismo tiempo la protección y fidelidad. Un velo blanco, símbolo de la modestia y el virtuosismo, cubre su cabeza, mostrando a la vez su rostro, con ambas orejas descubiertas, tal vez una referencia al escuchar el mensaje divino. María se olvida por un instante del libro sagrado, volteando la cabeza al lado izquierdo, en dirección a Gabriel. Su semblante es tranquilo y angelical.
El ángel flota sobre una nube, aparentemente cargada de agua, con el cuerpo ligeramente inclinado en dirección a María. Su indumentaria es amarilla, color de la eternidad, con mangas blancas. La mano derecha se levanta para saludar a la Virgen. La mano izquierda porta un ramo de lirio, simbolizando la pureza, inocencia y virginidad. Su semblante también es tranquilo y su fisonomía es andrógina o infantil. Gabriel observa a la virgen con los ojos entre abiertos. Su cabeza es coronada por una aureola luminosa. Un destello cubre toda la parte central de la pintura, el cual se extiende casi hasta el suelo. Desde el centro, surge la paloma blanca, volando hacia María. La luz también incide sobre la Virgen, encendiendo su ropa y parte de su rostro.
Cerca de la Virgen, en la parte inferior del cuadro, un costurero contiene una tela blanca y tijeras. Es una referencia al «tejido del velo del Templo», mencionado en el Evangelio de Juan. A su lado, un vaso con un ramo dentro, ardiendo en llamas que no lo consumen, tal cual la zarza ardiente de Moisés, un elemento raro en representaciones de la anunciación. El segundo plano de la composición, indefinido, sugiere la forma de nubes cortadas por luces místicas. Es bastante oscuro, lo que da más énfasis (y dramatismo) con la chispa divina y la iluminación que se origina.
Como en otras diversas composiciones del Greco, la escenografía de esta Anunciación es concebida por medio de zonas plásticamente distintas, pero que están interconectadas por medio de acordes rítmicos mutuamente correspondientes. Es posible trazar una diagonal, prolongándose del vértice superior izquierdo al vértice inferior derecho, separado las figuras de la Virgen y del ángel en dos triángulos distintos. El ángel y la nube ocupan el triángulo superior, en tanto la Virgen y el cesto de ropa su lado conforman el triángulo inferior. El equilibrio de la obra es asimétrico, consiguiéndose por medio de la tensión estructural de estas áreas distintas. Los contornos de las extremidades de las figuras de la Virgen y del ángel sugieren un movimiento circular u ovalado, entrecortado por las curvas paralelas del ala derecha del ángel y las alas de la paloma. Esta disposición auxiliar proporciona equilibrio a la composición, al mismo tiempo que le confiere sensación de movimiento.
Los cuerpos alargados y retorcidos de los personajes, que parecen libres de gravedad, no sólo ayudan a equilibrar, sino que también enfatizan el misticismo del acontecimiento. La figura ascendente del ángel encuentra eco en la figura igualmente ascendente de María. Por otra parte, ambos personajes indican la forma y el movimiento de una llama, tal como enfatiza, ya hacia 1584, Gian Paolo Lomazzo, en su Trattato dell'arte della pittura. Interligados por el destello místico al centro de la composición, se unen en un límite de ritmo armónico ascendente. El punto de vista, radial, se origina en la canasta, proporcionando las coordenadas para la contemplación de la obra, de abajo hacia arriba, haciendo hincapié en la ascensión. El cromatismo complejo de la obra y del fondo indefinido remueven los objetos de la escena del mundo natural, insertándolos en una atmósfera saturada de significados místicos, volviendo indistintas las dimensiones de lo real y lo imaginario. Por último, cabe mencionar la prominencia conferida a la figura del Espíritu Santo como agente de la encarnación, probablemente fruto de las doctrinas contrarreformistas sobre la actitud religiosa del pintor.

## Atribución
La cuestión de la autenticidad de las obras tradicionalmente atribuidas al Greco permanece como un tema bastante controvertido. No sólo el número exacto de obras realizadas por el artista es desconocido, sino que también la identificación de las obras consideradas de autoría segura están distantes de un consenso. Al mismo tiempo en que la crítica contemporánea tiende a tener una actitud más restringida con relación a las obras tradicionalmente reconocidas como auténticas, otros trabajos simplemente ignorados por la historiografía tradicional se han atribuido al pintor. Y, en ambos casos, las disputas permanecen. El historiador José Camón Aznar atribuyó al Greco aproximadamente 800 obras, al tiempo que para Harold Wethey el número sería inferior a 300.
La obra de MASP, como ya se hace mencionado, pertenece a un grupo de versiones casi idénticas entre sí, a pesar de tiene variados grados de calidad. Las siete versiones identificadas por Luiz Marques en 1998, son consideradas como autógrafas del Greco por casi todos los estudiosos (Kehrer, Mayer, Waldmann, Palluchini, Bardi, Frati, etc). La excepción es Wethey, para quien ninguna de las versiones conocidas de la composición es obra del Greco. El historiador norteamericano, atribuyó todas las versiones al hijo del artista, Jorge Manuel, así como a los integrantes de su atelier. La obra de MASP, específicamente, sería para Wethey obra de un artista anónimo, de la escuela de Jorge Manuel.
Según Pietro Maria Bardi, la obra es altamente representativa del estilo del artista: «La flameante condición del arte de El Greco, así como su ascensional escenario aparecen notablemente ejemplificados en esta imagen», escribió el historiador en 1966. Para Luiz Marques, la obra sería inequívocamente auténtica: «[...] la versión del MASP es de autografía incuestionable por la calidad y por su radicalidad superlativa en la deformación estilística de las anatomías, tal y como se nota, por ejemplo, en la desmaterializada columna de luz serpenteante que sirve de brazo al ángel anunciante».

## Procedencia
La obra perteneció a la colección de Maurício Peña, en Velayos, España. De ahí, tomo rumbo hacia París, pasando a integrar la colección de Lucas Moreno. Fue adquirida de este por Barão M. Herzog y llevada a Budapest. En seguida, pasó a la colección de la Galería Wildenstein de Londres, donde fue adquirida por el Museo de Artes de São Paulo, con recursos donados por Fúlvio Morganti, Pedro, Luiz y Dovilico Ometto, Bandillo Biaggi, Arnaldo Ricciardi, Geremia Lunardelli y por un grupo de cañeros paulistas organizado por Nelson Mendes Caldeira. Se integró oficialmente a la colección de MASP el 20 de diciembre de 1952.